# 631 Philippina
631 Philippina
631 Philippina là một tiểu hành tinh ở vành đai chính. Nó được August Kopff phát hiện ngày 21.3.1907 ở Heidelberg và được đặt theo tên Philipp Kessler, người bạn của August Kopff, nhân dịp anh ta hứa hôn (xem thêm tiểu hành tinh số 634)